# ريتشارد وارد (سياسي)
ريتشارد وارد (بالإنجليزية: Richard Ward)‏ هو محامي وقاضي وسياسي أسترالي، ولد في 28 يوليو 1916 في أستراليا، وتوفي في 24 نوفمبر 1977 في سيدني في أستراليا. حزبياً، نشط في حزب العمال الأسترالي. وقد انتخب member of the Northern Territory Legislative Council ‏ (13 ديسمبر 1947 – 30 نوفمبر 1949).